# اتوبوس ترولی

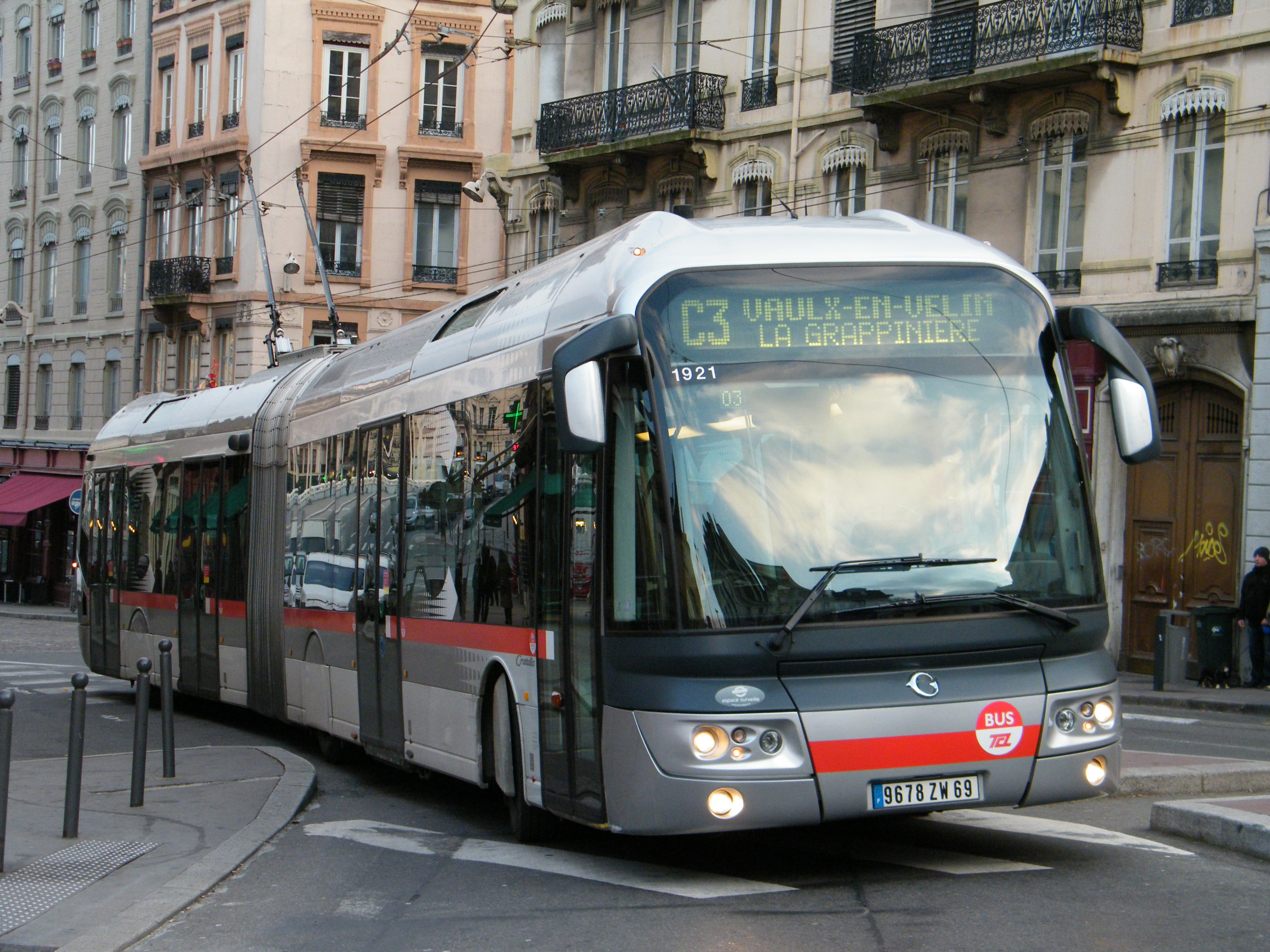
یک اتوبوس برقی در شهر لیون فرانسه

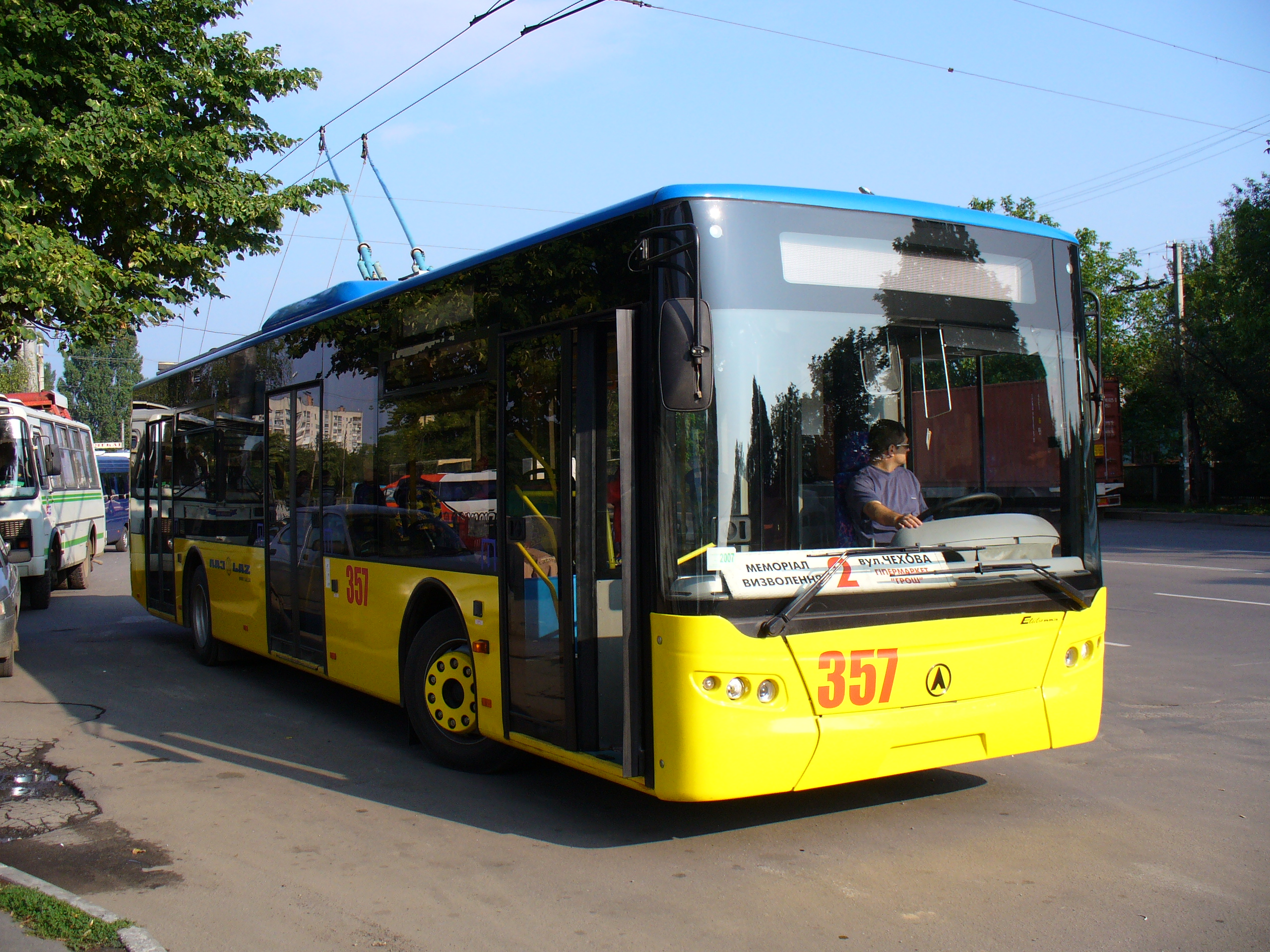
یک اتوبوس برقی در اوکراین

اتوبوس ترولی (به انگلیسی: trolleybus یا trolley coach, trackless trolley) گونه‌ای اتوبوس برقی است که انرژی موردنیاز خود را از سیم‌های حامل جریان الکتریکی که در بالای سطح خیابان کشیده‌شده‌است، دریافت می‌کند. دو سیم و در نتیجه دو قطب لازم است تا مدار الکتریکی کامل شود. تفاوت اساسی این گونه اتوبوس‌ها، با دیگر وسایل نقلیه در این است که مسیر حرکت اتوبوس‌ها از پیش تعیین می‌شوند و این وسیله نقلیه نمی‌تواند از مسیر مشخص‌شده خارج شود. اتوبوس‌های برقی از کم‌هزینه‌ترین و کارآمدترین ابزار ترابری شهری هستند که آلودگی بسیاری ایجاد نمی‌کنند و به محیط زیست آسیب چندانی نمی‌رسانند. 

## کاربری
اکنون در ۴۵ کشور مختلف، ۳۱۵ سامانه اتوبوس برقی در حال فعالیت هستند. 

### ایران

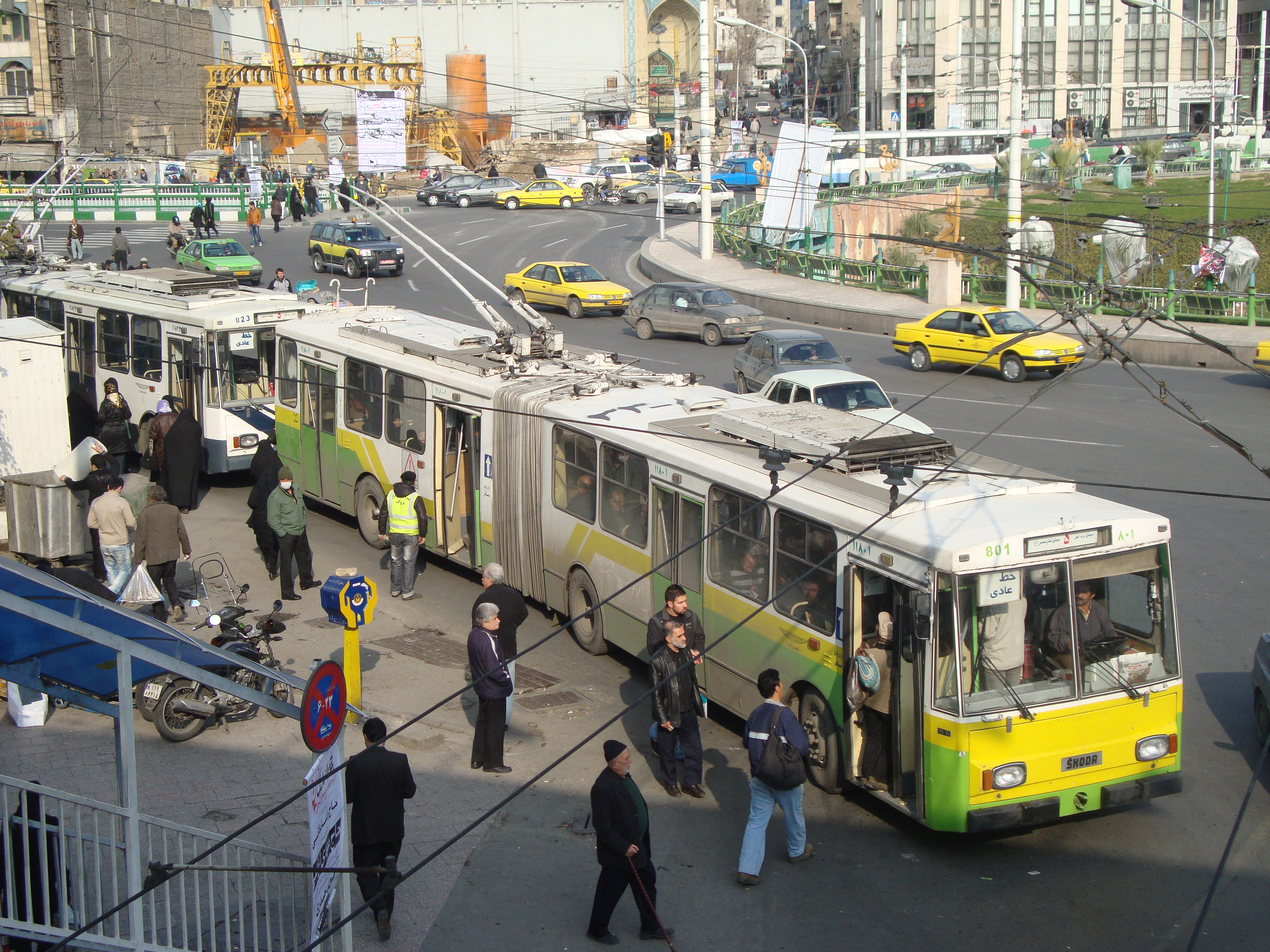
اتوبوس برقی در میدان امام حسین تهران سال۱۳۹۰ خورشیدی

هم‌اکنون، در تهران در مسیر میدان شهدا تا انتهای ۱۷ شهریور (بزرگراه بعثت) از اتوبوس‌های برقی استفاده می‌شود. مجموع اتوبوس‌های برقی فعال در تهران ۶۳ دستگاه است.
همچنین برای نخستین بار در ایران، تولید اتوبوس برقی طی توافق‌نامه همکاری میان گروه مپنا و گروه تولیدی و صنعتی عقاب افشان آغاز به کار کرد.